# أندي تودور
أندي تودور (بالإنجليزية: Andy Tudor)‏ هو مصمم ألعاب فيديو ‏ بريطاني، ولد في 29 ديسمبر 1977 في مانشستر في المملكة المتحدة.

## وصلات خارجية
- الموقع الرسمي
- أندي تودور على موقع IMDb (الإنجليزية)